# Esiküla
Esiküla (Duits: Esiküll) is een plaats in de Estlandse gemeente Hiiumaa in de gelijknamige provincie. De plaats heeft de status van dorp (Estisch: küla). Het is een van de vier dorpen op het eiland Kassari, dat ten zuiden van het grotere eiland Hiiumaa ligt. De naam betekent ‘voorste dorp’. Er is ook een ‘achterste dorp’ op het eiland: Taguküla.
Tot in oktober 2017 behoorde het eiland Kassari tot de gemeente Käina. In die maand werden de vier gemeenten van de provincie Hiiumaa samengevoegd tot één gemeente Hiiumaa.

## Bevolking
Het dorp had 79 inwoners op 31 december 2011 en 83 inwoners op 31 december 2021.

## Ligging
Esiküla ligt bij de oostelijkste van de twee dammen die Kassari met Hiiumaa verbinden. De vroegere school van het eiland staat in Esiküla en dient als gemeenschapshuis.

## Geschiedenis
Esiküla werd voor het eerst genoemd in 1688 onder de Zweedse naam Kassarske Förbyn eller Eszekülla (‘Voorste dorp van Kassari of Eszekülla’). In 1798 stond de plaats bekend als Essi. Ze viel onder het landgoed van Kassari.
De enige kerk op Kassari, de lutherse Kassari kabel (kapel van Kassari) ligt in Esiküla. De kerk is gebouwd in de 18e eeuw en verving toen vermoedelijk een houten voorganger uit de 16e eeuw. De eenbeukige kerk is de enige in Estland met een rieten dak. Ze werd grondig gerenoveerd in de jaren 1992/1993.
Bij de kapel ligt een kerkhof, waar leden van de familie von Stackelberg, de eigenaren van het landgoed van Kassari, begraven liggen.
In 1977 werden de buurdorpen Kiisi en Uidu bij Esiküla gevoegd.

## Foto's

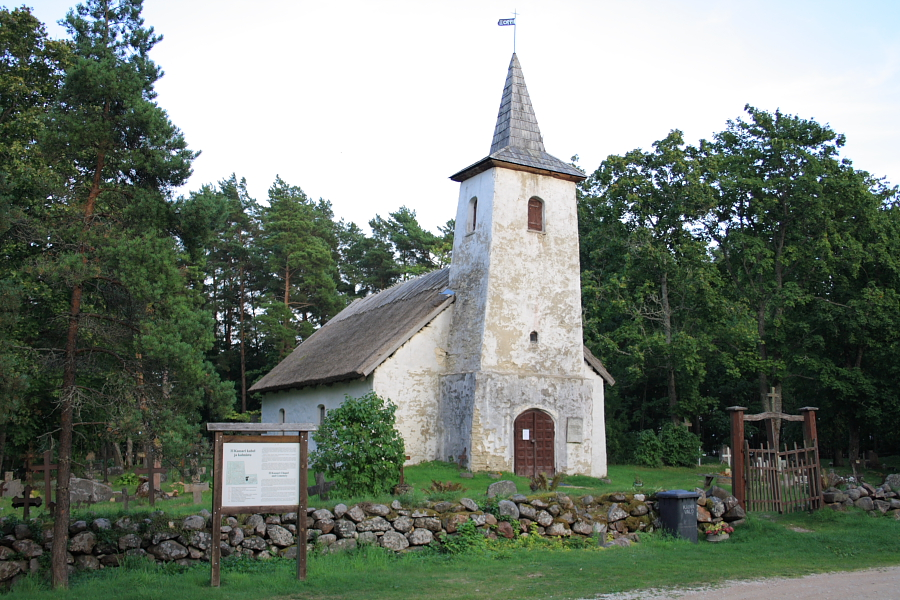
De kapel van Kassari
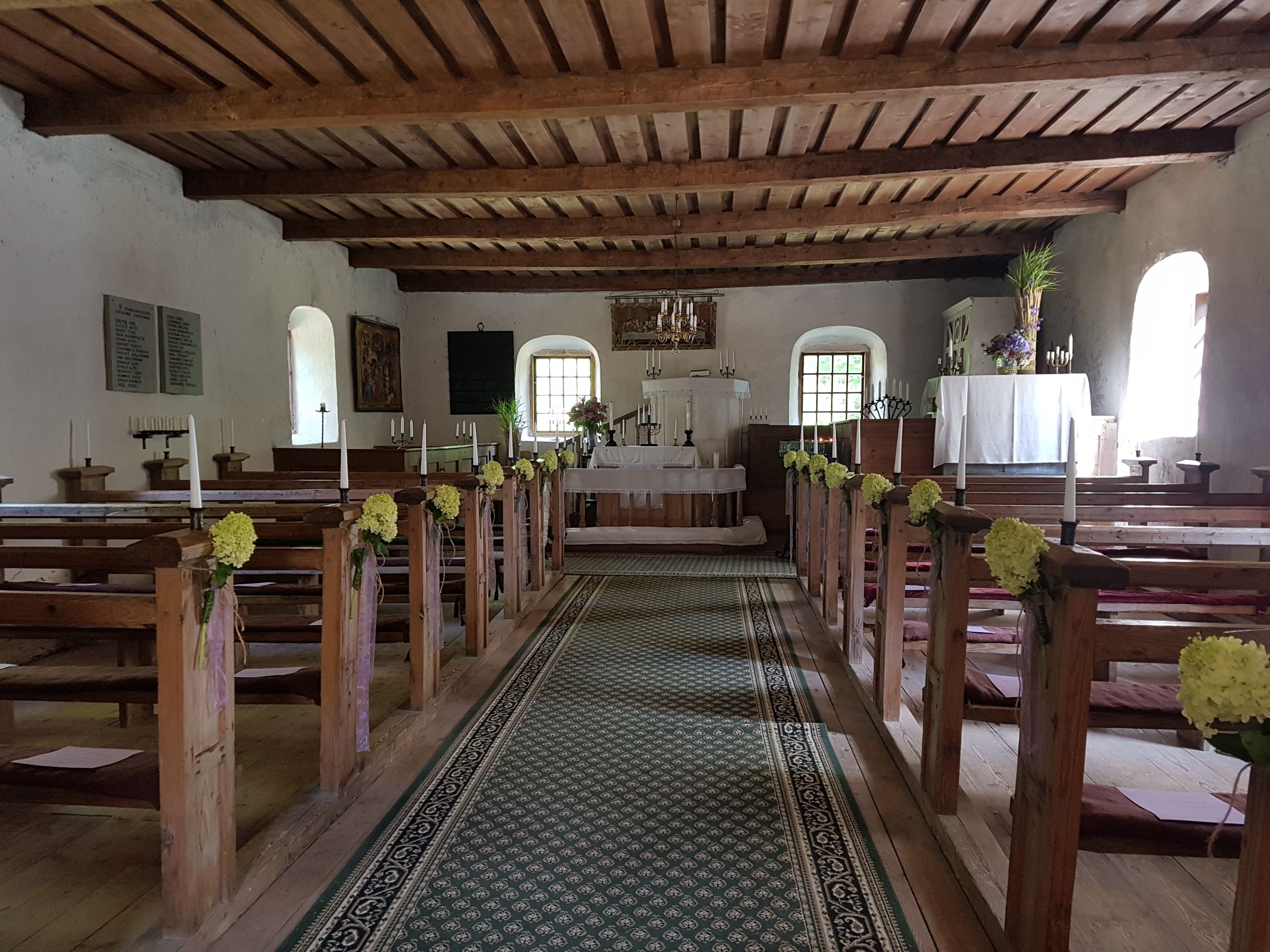
Interieur
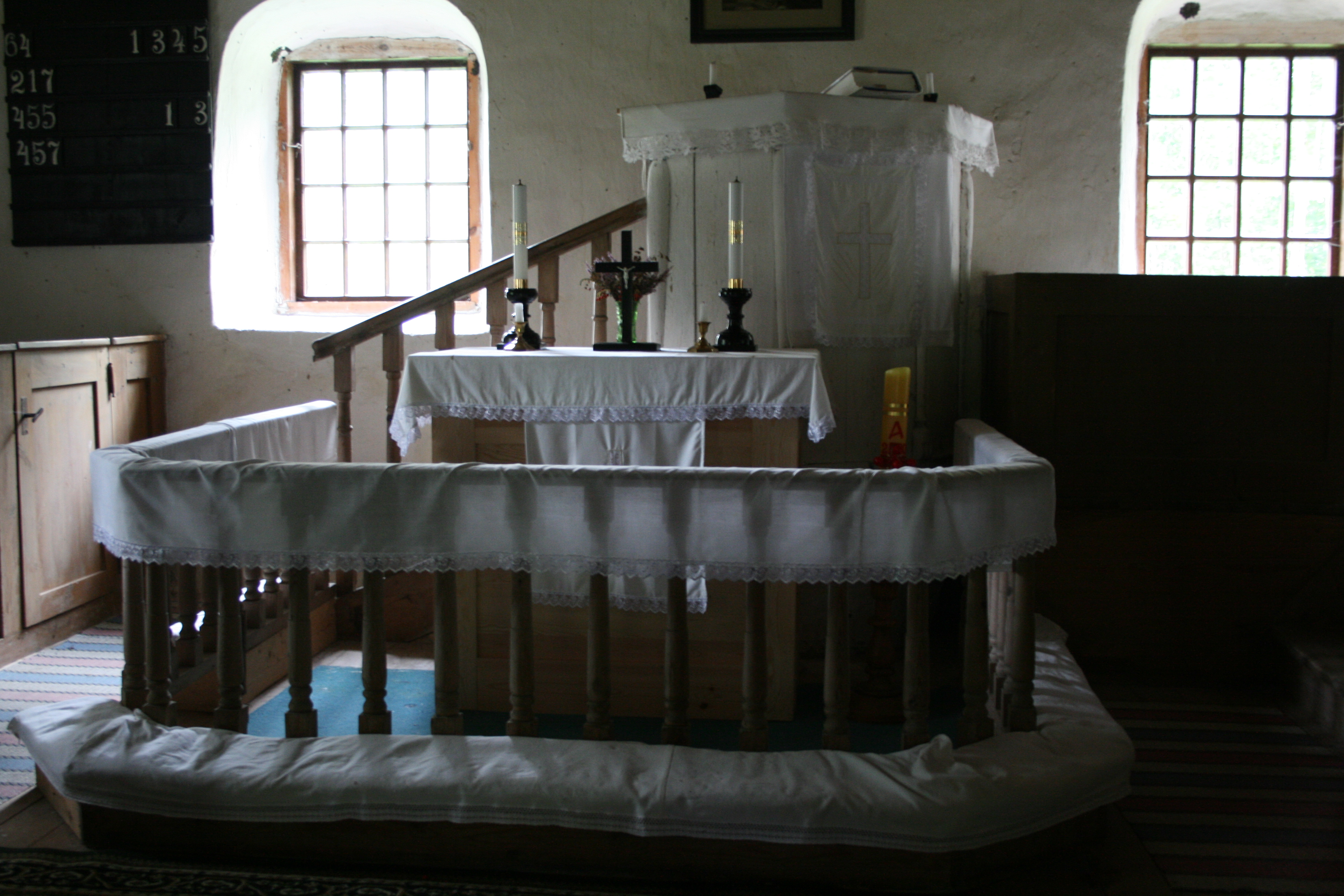
Altaar en preekstoel
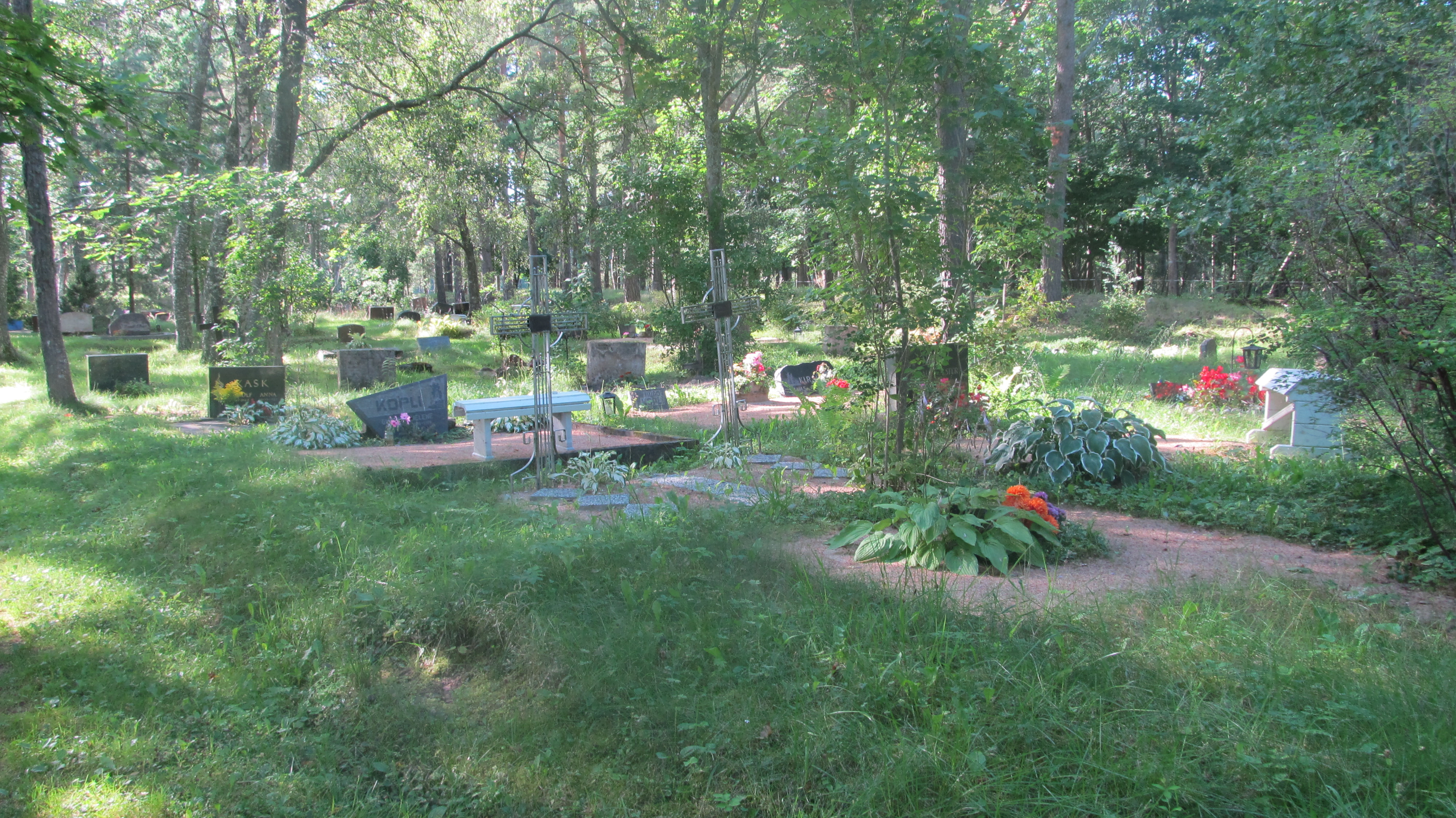
Het kerkhof
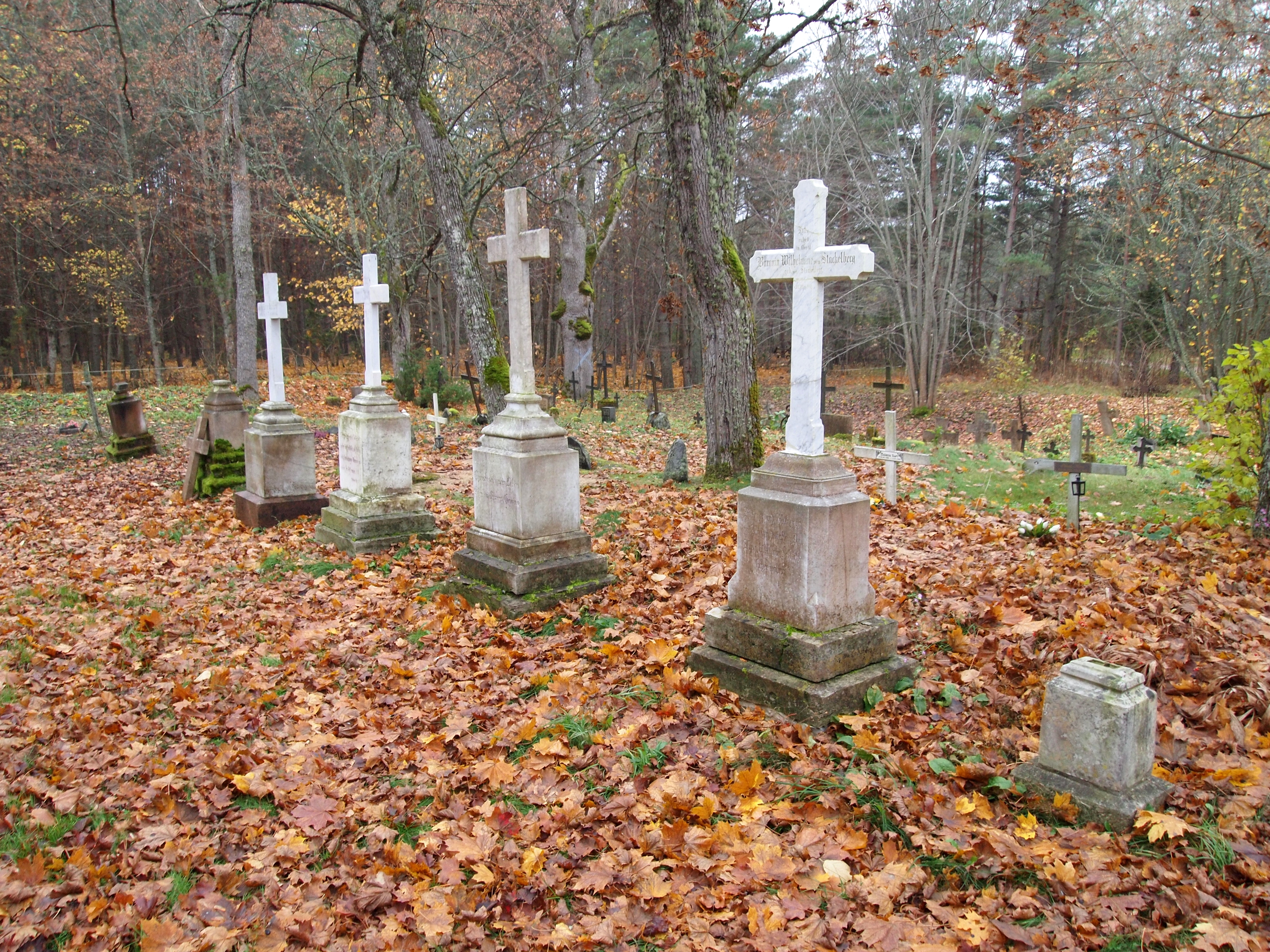
Graven van de familie von Stackelberg (foto: Robert Reisman)
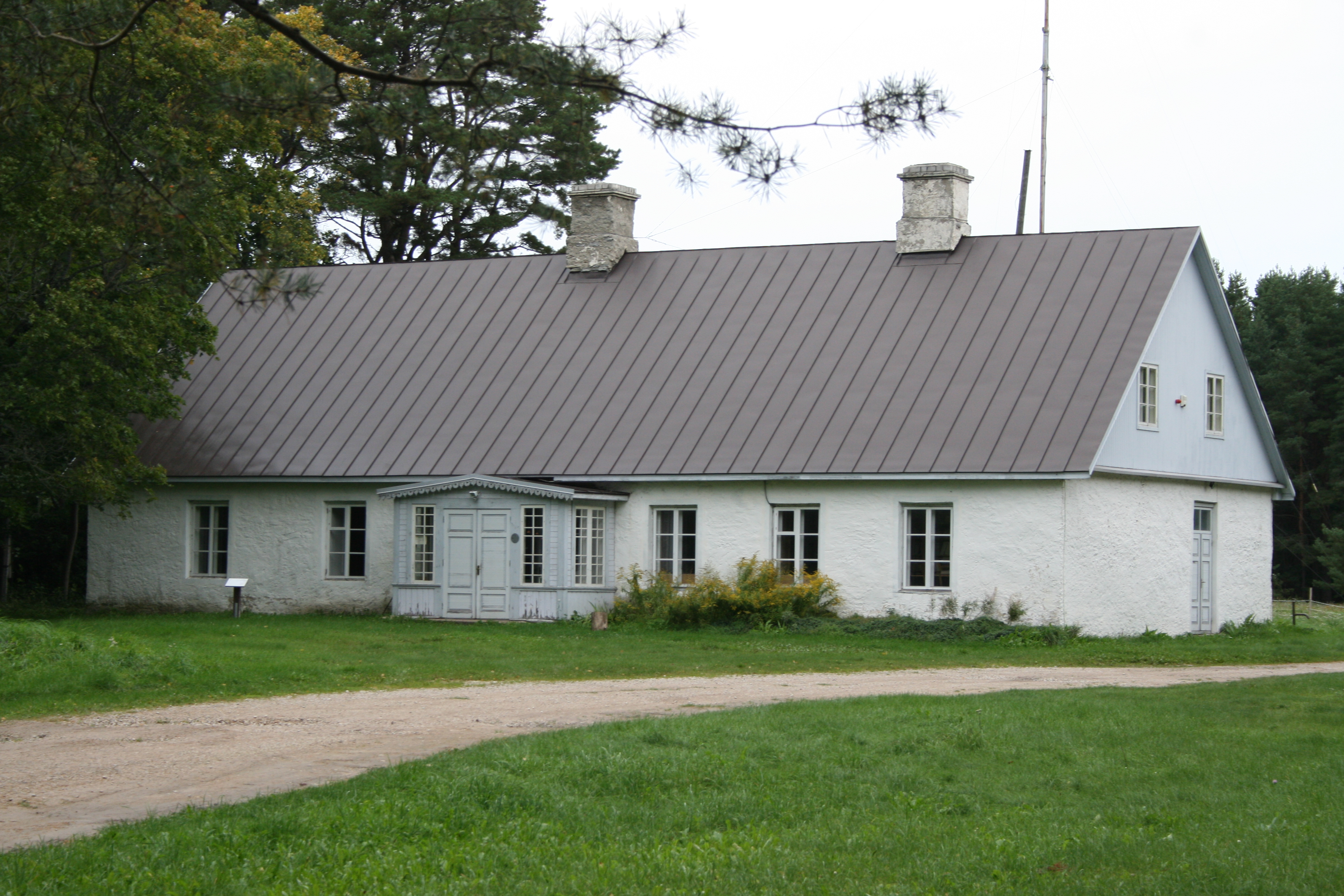
Gemeenschapshuis
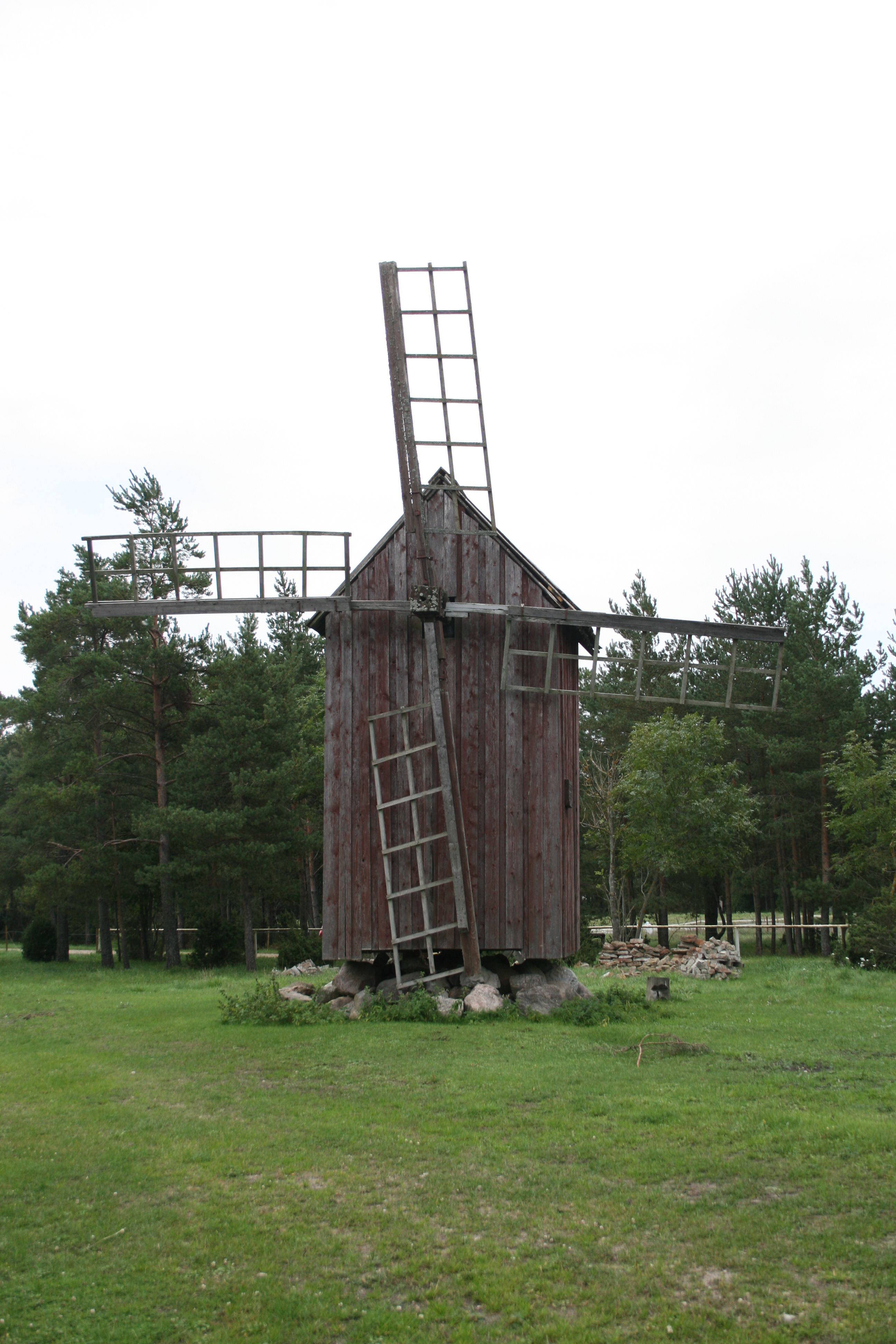
Ristete tuulik, een windmolen bij Esiküla
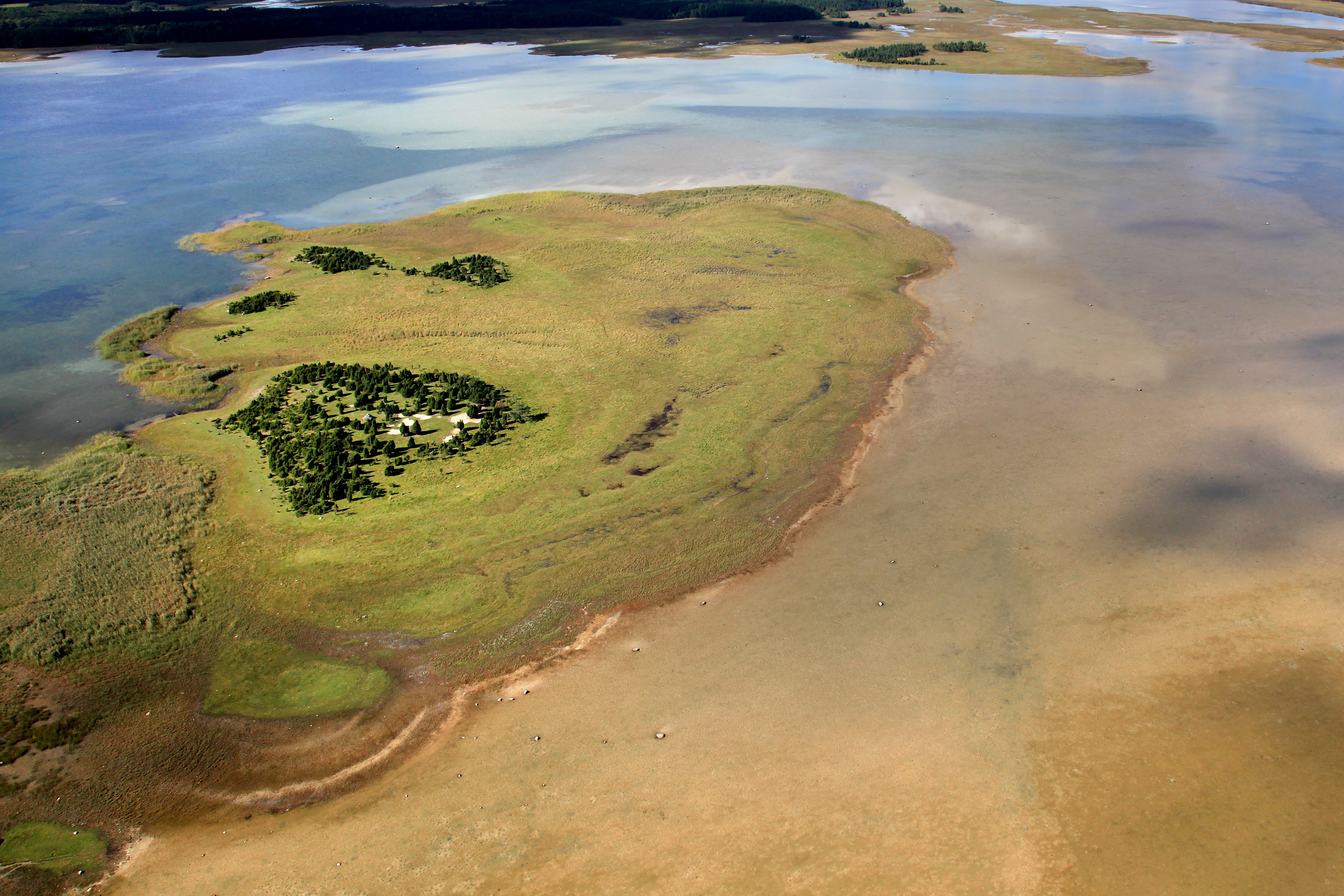
Ruserahu, een onbewoond eilandje voor de kust van Esiküla